# Die Liebe in den Zeiten der Cholera (Film)
Die Liebe in den Zeiten der Cholera (Love in the Time of Cholera) ist ein US-amerikanisches Filmdrama aus dem Jahr 2007. Regie führte Mike Newell, das Drehbuch wurde von  Ronald Harwood nach dem 1985 erschienenen Roman Die Liebe in den Zeiten der Cholera von Gabriel García Márquez verfasst.

## Handlung
Die Handlung beginnt um 1880 in der kolumbianischen Hafenstadt Cartagena und endet ebendort in den 1930er Jahren. Der junge Telegraphenbote Florentino Ariza verliebt sich unsterblich in Fermina Daza, die Tochter eines neureichen Maultierhändlers. Die Liebe beruht zunächst auf Gegenseitigkeit und dem heimlichen Austausch umfangreicher Briefe, sogar einen Heiratsantrag Florentinos nimmt Fermina an. Als jedoch ihr Vater von der Beziehung erfährt, droht er Florentino, ihn zu erschießen, wenn er sich nicht von Fermina fernhalte. Florentino gibt sich unbeeindruckt und schwört seiner Liebsten ewige Treue. Diese wird daraufhin vom Vater zu Verwandten ins Hinterland geschickt, wobei Florentino über die örtliche Telegraphenstation heimlich mit ihr Kontakt hält. Als sie endlich in die Stadt zurückkehrt, erklärt sie Florentino bei einer Begegnung auf dem Markt, ihre Liebe sei beim Wiedersehen plötzlich erloschen und daher (für sie) nur eine Illusion gewesen.
Fermina heiratet den angesehenen Arzt Juvenal Urbino, während der von Liebeskummer geplagte Florentino zunächst keine feste Beziehung, aber kürzere und längere Affären eingeht und als Nachfolger seines Onkels (des Bruders seines unehelichen Vaters) Präsident der örtlichen Flussschifffahrtsgesellschaft wird. 51 Jahre nach Florentinos Treueschwur stirbt schließlich Juvenal Urbino bei dem Versuch, seinen entflogenen Papagei einzufangen (die Eingangssequenz des Films). Darauf nähert sich Florentino Fermina erneut und gewinnt ihre erneute Zuneigung – zur Entrüstung ihrer Tochter. Nach häufigen Treffen beschließen beide plötzlich, auf einem auslaufenden Dampfer, auf dem Ariza eine Präsidentensuite hat einrichten lassen, acht Tage den Fluss hinauf und fünf wieder flussabwärts zu fahren. Hierbei kommt es zu ihrer körperlichen Vereinigung. Bei Antritt der Rückfahrt beschließt Ariza, keine Passagiere und keine Fracht mehr aufzunehmen und erklärt das Schiff für von der Cholera befallen. Die schwarz-gelbe Flagge wird gehisst und das Schiff fährt unter Quarantäne mit nur zwei Passagieren für unbestimmte Zeit auf dem Fluss. Hiermit endet der Film.

## Kritiken
Sura Wood schrieb in der Zeitschrift The Hollywood Reporter vom 12. November 2007, der Film sei ambitioniert, aber enttäuschend. Die Adaption verliere auf der Leinwand einiges vom Zauber der Literaturvorlage.
Andreas Kilb von der FAZ zufolge ist der Regisseur im Umgang mit der monumentalen Vorlage und insbesondere der erzählten Zeit letztlich gescheitert, die Eile wäre der Kulisse und dem Zeitalter gar nicht angemessen. Javier Bardem sei fehlbesetzt, der Aufwand des Films aber beeindruckend. Zudem sieht Kilb ein „Zerrissensein zwischen Marktgängigkeit und Texttreue“.

## Hintergründe
Der Film wurde in England und in Kolumbien (hauptsächlich in Cartagena de Indias und in kleinen Teilen in Mompós) gedreht. Seine Produktionskosten betrugen schätzungsweise 45 Millionen US-Dollar. Davon kostete das Recht der Verfilmung der Romanvorlage drei Millionen US-Dollar; zusätzlich versprach der Produzent Scott Steindorff dem Schriftsteller, den Film nicht im „Hollywood-Stil“ zu drehen („I gave him my word that I would not 'Hollywood-ize' it“).
Der Film hatte seine Weltpremiere am 4. Oktober 2007 auf dem Festival do Rio. Am 11. November 2007 fand eine Vorführung auf dem AFI Film Festival statt. Die breite Veröffentlichung in den Vereinigten Staaten startete am 16. November 2007, in Deutschland startete sie am 21. Februar 2008. Bis zum 20. Dezember 2007 spielte der Film in den Kinos der USA ca. 4,6 Millionen US-Dollar ein. Die Erlöse in Italien, Spanien und Mexiko lagen allerdings jeweils in ähnlicher Höhe. In einigen lateinamerikanischen Ländern war der Film ebenfalls erfolgreich.
Im deutschen Free-TV war der Film erstmals am 2. September 2010 in der ARD zu sehen.

## Kritikenspiegel
Gemischt
- epd Film Nr. 2/2008, S. 41 (Landschaften, Ausstattung und Kostüme sind ein Augenschmaus, Figurenentwicklung über Zeitsprünge hinweg wenig glaubwürdig)
- Die Welt, 20. Februar 2008, S. 36, von Ulrike Mau (zu bedächtiges Erzähltempo, aber Bardem vergnüglich zuzusehen)

Eher negativ
- Cinema Nr. 3/2008, S. 70, von Karl-Heinz Schäfer (hausbackene Regie, seelenloser Film lässt keine Gefühle spüren und langweilt gediegen in Überlänge, Bardem fehlbesetzt)

Negativ
- film-dienst Nr. 4/2008, S. 26–27, von Alexandra Wach (negativ; tolle Schauplätze und Dekors, aber reduziert den Roman unstatthaft auf veraltete Herzschmerzgeschichte, stellenweise wie Telenovela)
- Focus, 18. Februar 2008, S. 78 („Enttäuschend“)
- Der Spiegel, 18. Februar 2008, S. 146 („gescheitert“; Telenovela-Niveau, mit Bardem fehlbesetzt, kitschige Kostümorgie)